# Hans-Peter Schmidt (Unternehmer)
Hans-Peter Schmidt (* 21. März 1942 in Königsberg) ist ein deutscher Unternehmer, ehemaliger Versicherungsmanager und Kammerfunktionär. Von 1989 bis 2002 war er Vorstandsvorsitzender der Nürnberger Beteiligungs-AG.

## Leben und Wirken
Hans-Peter Schmidt wuchs in Beilngries auf und absolvierte sein Abitur in Neumarkt in der Oberpfalz. 1963 wurde er Berufssoldat bei der Luftwaffe, musste jedoch aufgrund einer Sportverletzung Abschied nehmen.
Von 1964 bis 1969 studierte er an der Wirtschafts- und Sozialwissenschaftlichen Fakultät der Friedrich-Alexander-Universität Erlangen-Nürnberg. Sein Studium schloss er als Diplom-Kaufmann ab.
Seine berufliche Laufbahn begann Schmidt 1969 in der Nürnberger Lebensversicherung AG, in welcher er ab 1965 bereits Praktika absolviert hatte. Von 1978 an war er Vorstandsmitglied, von 1989 bis 2002 Vorstandsvorsitzender der Nürnberger Beteiligungs-AG, bevor er an die Spitze des Aufsichtsrats wechselte, dessen Ehrenvorsitzender er 2015 wurde.
Schmidt prägte das Unternehmen in seiner Entwicklung entscheidend, auch mit Kooperationen in Europa. Während seiner Zeit als Generaldirektor wurden durch den Bau des Business Tower von 1996 bis 2000 mehrere dezentrale Standorte des Unternehmens zusammengeführt. In Zusammenarbeit mit der IBM wurden in den 1970er-Jahren unter Schmidt in Deutschland die ersten Bildschirmheimarbeitsplätze in der Nürnberger Versicherung eingeführt.
Von 1991 bis 1995 war Schmidt Vorstandsvorsitzender des Berufsbildungswerks der Deutschen Versicherungswirtschaft und von 1996 bis 2004 Vorsitzender des Beirats. In seiner Amtszeit gelang ihm die Erweiterung der Berufsbildungsarbeit in den neuen Bundesländern nach der Wiedervereinigung, die Durchsetzung der Neuordnung des Berufsbildes Versicherungskaufmann sowie die Einführung des Versicherungsfachwirts als ersten Fachwirt in der deutschen Wirtschaft. Hans-Peter Schmidt war zudem von 1996 bis 2002 Mitglied im Präsidialausschuss des Gesamtverbands der Deutschen Versicherungswirtschaft.
Schmidt ist verheiratet und hat eine Tochter.

## Mitgliedschaften und Ehrenamt
Hans-Peter Schmidt bekleidete mehrere Ehrenämter in Wirtschaft, Wissenschaft, Kultur, Bildung, im sozialen Bereich und im Sport.
Von 2000 bis 2005 war Schmidt Präsident der Industrie- und Handelskammer Nürnberg für Mittelfranken und von 1999 bis 2022 Vorsitzender des Kuratoriums der Europäischen Metropolregion Nürnberg. 2008 wurde Schmidt zum Ehrensenator der Friedrich-Alexander-Universität Erlangen-Nürnberg ernannt. Von 2010 bis 2022 war er Honorarkonsul der Tschechischen Republik. In dieser Position setzte er sich unter anderem für den Erhalt der Wenzelburg in Lauf an der Pegnitz ein.
Schmidt ist Initiator des Nürnberger Burg-Pokals, des weltweit bedeutendsten Wettbewerbs im Bereich der Nachwuchsförderung junger Dressurpferde. Er wird seit 1992 ausgetragen. Von 2002 bis 2018 war Schmidt Präsident des Bayerischen Reit- und Fahrverbandes und ist seit 2018 dessen Ehrenpräsident. Von 2005 bis 2017 war er Mitglied des Präsidiums der Deutschen Reiterlichen Vereinigung, deren Ehrenmitglied er seit 2017 ist. Für sein Engagement im Reitsport wurde Schmidt mit dem Deutschen Reiterkreuz in Silber und Gold ausgezeichnet.
Als Kulturförderer etablierte Schmidt den Opernreformator Christoph Willibald Gluck als musikalischen Botschafter der Europäischen Metropolregion Nürnberg und gründete 2005 die Internationalen Gluck-Festspiele. Er spendete 2015 und 2017 lebensgroße Gluck-Bronzestatuen an das Willibald-Gluck-Gymnasium Neumarkt in der Oberpfalz und die Stadt Berching. Gestaltet wurden die Statuen von Anna Chromy. Von 2006 bis 2015 war er zudem Mitglied im Kuratorium der Stiftung Staatstheater Nürnberg. Seit 2017 führt Schmidt mit der Stiftung Nürnberger Versicherung das Sprachprojekt Hallo Klexi in Kitas und Grundschulen in Nord- und Niederbayern. Das Projekt vermittelt Deutsch als Zweitsprache und richtet sich vor allem an Kinder von Geflüchteten.

## Auszeichnungen (Auswahl)
- 1990: Verdienstkreuz am Bande des Verdienstordens der Bundesrepublik Deutschland.[2]
- 2002: Verdienstkreuz 1. Klasse des Verdienstordens der Bundesrepublik Deutschland.[32][18]
- 2002: Großes Goldenes Ehrenzeichen für Verdienste um die Republik Österreich.[33]
- 2004: Bayerischer Verdienstorden.[34][14]
- 2009: Preis für Menschlichkeit der Lebenshilfe Nürnberger Land e. V.[35]
- 2010: Großes Verdienstzeichen des Landes Salzburg.[5]
- 2016: Bürgermedaille der Stadt Nürnberg.[2]